# Benoît Magimel
Benoît Magimel, född 11 maj 1974 i Paris, är en fransk skådespelare.
Magimel har bland annat medverkat i filmerna En doft av kärlek – Pot au Feu, Små vita lögner och Rosalie.

## Filmografi (i urval)
- 1988 – Livet är en lång lugn flod
- 2001 – Pianisten
- 2004 – De blodröda floderna II
- 2007 – I fiendens närhet
- 2013 – Små vita lögner
- 2022 – Pacifiction
- 2023 – Rosalie
- 2023 – En doft av kärlek – Pot au Feu